# Eerste Kruistocht
De Eerste Kruistocht van 1096 tot 1099 was een grootschalige militaire expeditie van westerse christenen, die op vraag en met steun van het Byzantijnse Rijk gebieden in de Levant veroverden op de islamitische Seltsjoeken en Fatimiden. Ze richtten er vier katholieke kruisvaardersstaten op. In het Heilige Land kregen de kruisvaarders onder meer Jeruzalem in handen en maakten ze een einde aan bijna vijf eeuwen moslimheerschappij. Het was de eerste en meest succesvolle van een reeks christelijke oorlogscampagnes in de Levant, die verder ging met de Tweede tot de Negende Kruistocht.
De aanzet voor de Eerste Kruistocht was een hulpverzoek van de Byzantijnse keizer Alexios I Komnenos op de Synode van Piacenza in 1095. Zijn rijk was in kritieke toestand door de Byzantijns-Seltsjoekse oorlogen en door invallen van de Serviërs en Koemanen vanuit het noorden. Paus Urbanus II, die na het Grote Schisma weer een betere verstandhouding wilde met de oosterse christenen en die ook verontrust was door de toenemende gevaren voor pelgrims naar het Heilig Land, deed op het Concilie van Clermont een vurige oproep om het kruis op te nemen in een gewapende strijd tegen de andersgelovigen.
Het initiatief van de paus kreeg enthousiast gehoor. Naar schatting zeven- tot tienduizend ridders, vijfendertig- tot vijftigduizend bewapende voetknechten en zestig- tot honderdduizend ongewapende pelgrims uit vele vorstendommen en heerlijkheden in West-Europa trokken via diverse land- en zeeroutes naar Constantinopel. Een groot leger bestaand uit vooral arme horigen, de zogenaamde Volkskruistocht, vertrok eerst. Het was bijeengebracht door volkspredikers als Peter de Kluizenaar en voerde bij vertrek verschillende pogroms uit op de joden in het Rijnland. Vanuit het verzamelpunt Constantinopel vochten de kruisvaarderslegers zich een weg door Anatolië (Klein-Azië), namen Antiochië in en rukten verder op langs de Levantijnse kust. De legers van ongeoefende landlieden dunden snel uit, maar de ridderlegers bereikten na vele veldslagen Jeruzalem.
Met een wekenlang beleg namen de kruisvaarders de stad in juli 1099 in, om vervolgens moordpartijen aan te richten onder de islamitische en joodse inwoners. In totaal veranderde Jeruzalem vier keer van eigenaar in de periode voorafgaand aan de Eerste Kruistocht en het beeld dat van de Eerste Kruistocht wordt gepresenteerd als een barbaarse interruptie in een periode van vrede in een tolerante Arabische wereld is dan ook misleidend. Na het afweren van de Fatimidische tegenaanval in de Slag bij Ascalon gingen de meeste kruisridders terug naar huis. Volgens schattingen zouden tot driekwart van de deelnemers aan de Eerste Kruistocht zijn gesneuveld.
Staatkundig leidde de Eerste Kruistocht tot de vestiging van het koninkrijk Jeruzalem, het graafschap Tripoli, het vorstendom Antiochië en het graafschap Edessa. Deze Latijnse kruisvaardersstaten konden zich een paar eeuwen min of meer handhaven, maar werden uiteindelijk weer ingelijfd bij islamitische vorstendommen. Byzantium kende dankzij de Eerste Kruistocht een onverwachte heropleving. Het kreeg Nicea en belangrijke kusten en valleien in Klein-Azië terug, en door het Verdrag van Devol kreeg het ook uitzicht op Antiochië. Het pausschap kwam versterkt uit de onderneming en wist dit onder meer aan te wenden in de Investituurstrijd.

## Voorgeschiedenis
In de jaren na de dood van de profeet Mohammed werd het Arabisch Schiereiland onder de islam verenigd. De kaliefen volgden Mohammed op en onder hun leiding breidde het islamitische rijk zich razendsnel uit. In plaats van totale onderwerping en onmiddellijke bekering naar de islam stonden de moslims de "volkeren van het boek", zoals joden en christenen toe om hun geloof te blijven belijden in ruil voor het betalen van een speciale belasting.
In het jaar 637 veroverden de moslims Jeruzalem op de Byzantijnen en werd de heilige stad voor de moslims na Mekka en Medina. Na de Eerste Fitna kwamen de Omajjaden aan de macht, maar nadat in 750 de Abbasiden aan de macht kwamen brak het islamitische rijk weldra uiteen. Eerst brak het Emiraat Córdoba in Spanje los van het Abbasidische Rijk, gevolgd door de Fatimiden in Egypte die de Abbasiden in Bagdad als hun vijand zagen. Door het schisma in de islamitische wereld konden de islamitische heersers geen gecoördineerd verzet orkestreren tegen de binnenvallende kruisvaarderslegers.

### Nabije Oosten
Omstreeks 1020 had het Byzantijnse Rijk zich de afgelopen vijftig jaar flink kunnen uitbreiden en reikte het rijk van Syria naar Apulië en van de Donau naar Cyprus en Kreta. Door een periode van politieke onrust kreeg het rijk fiscale problemen die verergerd werden door plagen. Gedurende de elfde eeuw kwam er tot driemaal toe een keizer aan de macht door middel van een militaire coup. Dit had op zijn beurt ook zijn invloed op de territoriale integriteit van het rijk.
Het Byzantijnse Rijk kreeg in die periode ook te maken met een aantal invallen. De Koemanen en de Petsjenegen bedreigden de grens aan de Donau en in 1071 werd Bari, de laatste Byzantijnse vesting in Italië, door de Noormannen veroverd. De Seltsjoeken zouden weldra het Byzantijnse Rijk ook gaan uitdagen. De van de Euraziatische steppen afkomstige Seltsjoeken veroverden onder leiding van Togrul Beg in 1051 Isfahan. Vier jaar later verjaagden ze de Boejjiden uit Bagdad en kreeg Togrul de titel van sultan van de kalief.
De grens in Syrië tussen het Byzantijnse Rijk en de Fatimiden was al een tijdje broos. Nadat de Byzantijnen Antiochië hadden veroverd lag de grens tussen de twee rijken ten noorden van Tripoli. De verschillende emirs die in de regio de dienst uitmaakten voerden een continue concurrentiestrijd en in 1064 riep de emir van Aleppo de hulp in van de Seltsjoeken. De nieuwe Seltsjoekse sultan, Alp Arslan, ging op het aanbod in en incorporeerde de stad in zijn rijk. Nadat hij klaar was met zijn invasie in Syrië marcheerde Alp Arslan naar het noorden om een Byzantijns leger van keizer Romanos IV Diogenes het hoofd te bieden. Dit resulteerde in een nederlaag voor het Byzantijnse rijk en leidde tot een groeiende paniek onder de Grieken. De Seltsjoeken konden hierop ongehinderd Anatolië veroveren en in 1078 viel ook de stad Nicea in hun handen.
In de elfde eeuw maakte het Byzantijnse rijk al gebruik van westerse huurlingen in hun leger. Zo vormden Scandinaviërs en Angelsaksen de Varangiaanse garde en vochten ook Noormannen in hun leger. In 1082 stond keizer Alexios I Komnenos ook de vestiging van Italiaanse handelsposten toe in Constantinopel waaraan de nodige privileges aan waren verbonden. De Italiaanse steden moesten op hun beurt hiervoor de Byzantijnen steunen in hun strijd tegen de Noormannen in Zuid-Italië. Door de strategische crisis waarmee het Byzantijnse rijk in de jaren 1090 te maken had keizer Alexios I specifieke interesse in huurlingen uit West-Europa.

### Europa
Aanvankelijk had West-Europa weinig te bieden aan zijn oostelijke buren. De plattelandseconomie domineerde West-Europa en deze sloot het monetaire systeem van reguliere belastingheffing uit. De aanwezigheid van zilveren munten in deze regio was beperkt en daardoor was het arbeid in Europa goedkoper dan in het zuiden en oosten. Hierdoor waren ook de Europese steden bescheiden van omvang. Daarentegen profiteerde West-Europa van het verwarmde klimaat in deze periode. Hierdoor stegen de opbrengsten van het platteland, nam de populatie toe, groeide de handel en ook de vraag naar markten en geld.

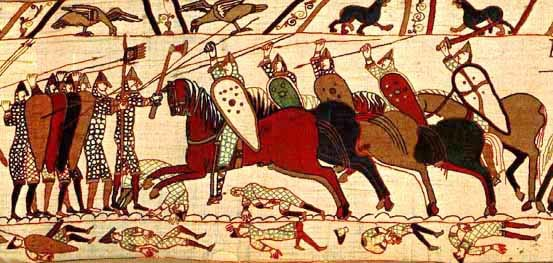
Normandische ridders op het Tapijt van Bayeux

De concurrentie om controle over de economische uitbuiting was hevig en werd nagestreefd door technologisch meer geavanceerde feodale elites van gewapende bereden krijgers. De competitieve dynamiek tussen heren, ridders en betaalde gewapende knechten stimuleerde aristocratische sociale en geografische mobiliteit. Deze ridders konden meer sociale status verkrijgen door carrièremogelijkheden in het buitenland. De beschikbaarheid en capaciteiten van westerse ridders, gecombineerd met de mogelijkheid in het Nabije Oosten en de crisis in Byzantium maakten de Eerste Kruistocht mogelijk.

### Positie van de paus
Het christendom was opgedeeld in vijf centra van kerkelijke macht, de patriarchaten en hiervan was Rome er een. De pausen in Rome maakten onder hen de aanspraak op de meest vooraanstaande positie onder de patriarchen, omdat de apostel Petrus de eerste bisschop van Rome was geweest en deze apostolische macht zou door de eeuwen heen zijn overgedragen. Hierdoor beschouwden de pausen zichzelf als 's werelds hoogste geestelijken en geloofden ze dat zij gerechtigd waren om de absolute macht uit te oefenen over de Latijnse kerk van Europa.

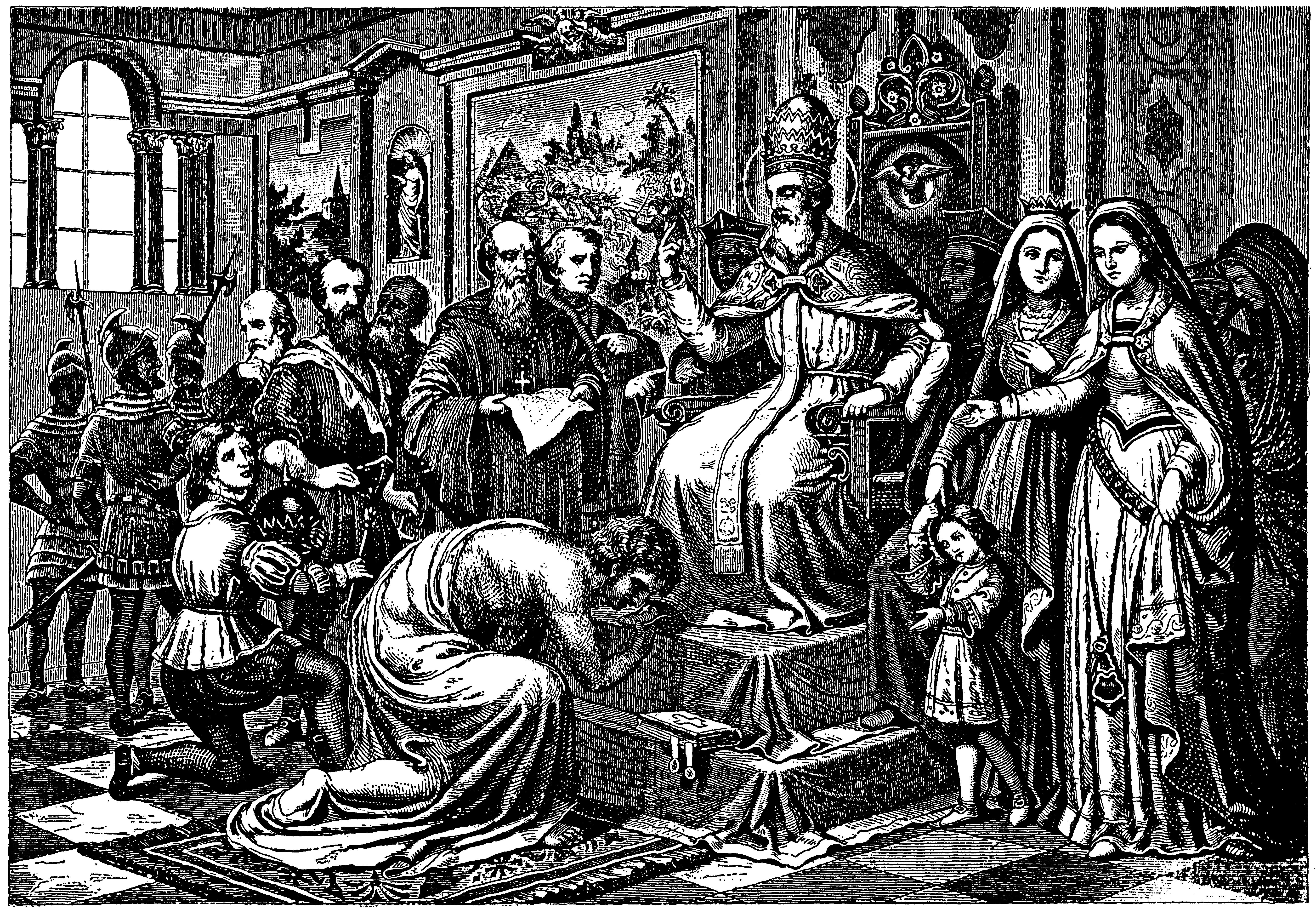
De hervormingen van paus Gregorius VII brachten hem ook in conflict met de Duitse Keizer Hendrik IV

De relatie tussen de pausen van Rome en de patriarchen van Constantinopel was er eentje met de nodige rivaliteit. Zo verschilden ze van inzicht over hun positie in de kerk, maar ook over zaken als kerkelijke doctrines en de uitoefening van het geloof. In de negende eeuw had de relatie tussen de twee kerken al een dieptepunt bereikt, maar in de elfde eeuw kwam hier ook een einde aan. Onderhandelingen over de positie van beide kerken in het Byzantijnse Italië leidde in 1054 tot een wederzijdse excommunicatie waarmee het Oosters Schisma een feit werd.
Halverwege de elfde eeuw werden er pogingen ondernomen om de positie van de paus te versterken. De beweging van Cluny inspireerde de hervormingsbeweging in Rome. Een nieuwe procedure voor het verkiezen van de paus werd ingesteld en huwelijken van geestelijken werden openlijk bekritiseerd. Uit deze hervormingsbeweging kwam ook Paus Gregorius VII voort en hij ontwierp ook het eerste idee van een pauselijk leger. Zijn latere opvolger Urbanus II was een bekwamere diplomaat dan Gregorius en stelde onder andere de Romeinse curie in.

## Diplomatie en publiciteit voor de Eerste Kruistocht

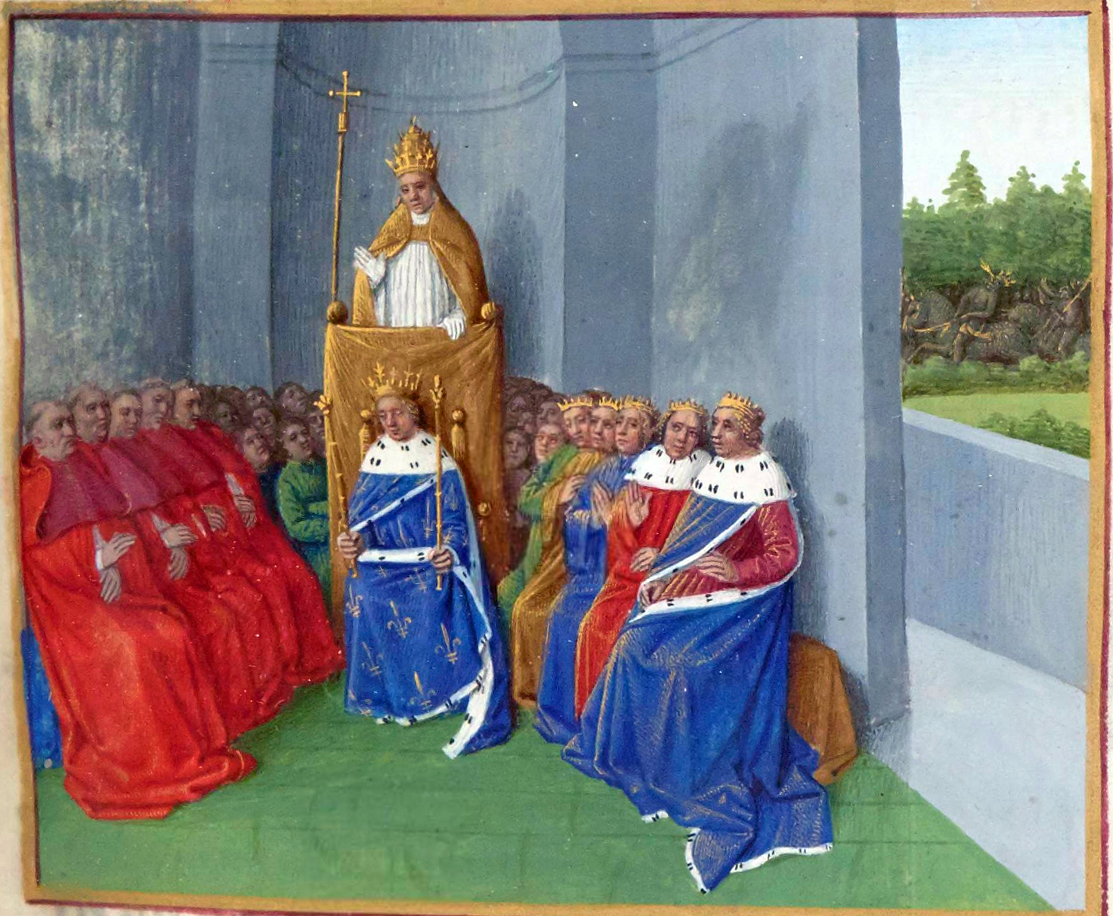
Paus Urbanus II predikt de kruistocht

Onder paus Urbanus II verbeterden de verhoudingen tussen het Oosterse en Westerse Rijk en hun kerken. Urbanus hief de banvloek op die zijn voorganger paus Gregorius VII had uitgesproken over de Byzantijnse keizer Alexius. Urbanus was een groot diplomaat en onderhield goede betrekkingen met alle westerse landen. In 1095 organiseerde hij het eerste grote bisschopscongres (concilie) tijdens zijn bewind. Hier werden tal van onderwerpen besproken, maar belangrijker bleek dat tijdens het concilie de vergadering aangesproken mocht worden, een vorm van inspraak. De keizer van het Byzantijnse Rijk zocht manschappen voor zijn leger om aan de Seltsjoeken verloren gebied te heroveren. Hij had gehoord van de successen van de militaire expedities naar Santiago de Compostella onder de banier van het christendom en dacht dit concept ook voor zijn doelen te kunnen gebruiken. Alexius wist dat paus Urbanus een sympathisant was en dacht de aanwezigen bij het concilie ervan te kunnen overtuigen van het belang van een kruistocht naar Jeruzalem. Alexius stuurde een afvaardiging naar het concilie dat moest inspelen op het gevoel van de aanwezigen, om zo de steun van het westen voor zijn militaire plannen te winnen. De afgevaardigden deden dit door te benadrukken hoe slecht de oosterse christenen het hadden onder de islamitische overheersing en dat, om de veiligheid van de christelijke wereld te waarborgen, de moslim-machthebbers verdreven moesten worden. Het werkte: de bisschoppen waren onder de indruk en paus Urbanus zette een plan op om de militaire operatie te organiseren.
Tegen het einde van de zomer van 1095 begon de paus aan een serie reizen met als doel pauselijke zaken af te handelen, maar ook om deelnemers aan de kruistocht naar Compostella op te zoeken en met hen te spreken over hun ervaringen en om pelgrims die in het Heilige Land waren geweest te bevragen over de situatie daar. Van hen leerde hij dat de situatie daar slecht was, vooral voor christenen en pelgrims. Ook leerde hij dat de toegang tot het Heilige Land geblokkeerd werd evenals veel wegen die erheen leidden. In de maand november waren bijna alle bisschoppen die Urbanus opgeroepen had voor het Concilie van Clermont, gekomen. Tijdens dit concilie werden nagenoeg dezelfde dingen besproken als op het vorige concilie, maar nieuw was de oproep tot een grote kruisvaart naar Jeruzalem.
Tijdens het concilie, op 27 november 1095, werd verkondigd dat de paus een belangrijke mededeling zou doen. De menigte die hier op af kwam was te groot voor de kathedraal waar het concilie werd gehouden. De toespraak werd daarom gehouden op een groot veld vlak bij de oostelijke poort van de stad. Naar overlevering verliep het als volgt: Urbanus probeerde aan het begin van zijn toespraak de Franse toehoorders te overtuigen, dat het noodzakelijk was om hun Oosterse christenbroeders te helpen in hun strijd tegen de heidenen. De heidenen waren tot in het hart van de christelijke gebieden doorgedrongen en waar zij zich vestigden werden de christenen slecht behandeld en de aanwezige heiligdommen werden ontheiligd. Met heidenen werd gedoeld op joodse en moslimgelovigen. Ook legde Urbanus de nadruk op de heiligheid van Jeruzalem en op het leed dat de pelgrims in Jeruzalem moesten ondergaan op weg naar en in het Heilige Land. Hij beriep zich op de westerse christenen, arm en rijk, om hun oosterse broeders te helpen in hun strijd tegen de onzaligen. Ze moesten hun onderlinge strijd staken en gezamenlijk de wapens opnemen tegen de heidenen. In deze heilige oorlog zou God zelf hen leiden en voor iedereen die meevocht kwam er totale vergeving van hun zonden volgens de katholieke leer (aflaat).
Het enthousiasme waarmee werd gereageerd was groter dan verwacht. Tijdens de toespraak van paus Urbanus werd er al Dieu le veult! (God wil het) geroepen en na beëindiging kwam de bisschop van Le Puy naar voren, knielde voor de pauselijke troon en vroeg of hij aan de expeditie mocht deelnemen. Honderden aanwezigen volgden zijn voorbeeld. Kardinaal Gregorius liet zich kort daarna op z’n knieën vallen en begon zeer luid het Confiteor, de schuldbelijdenis, te reciteren; al snel volgde de menigte hem. Dit vertoon van devotie en bereidwilligheid was echter niet voldoende om met succes een grote militaire expeditie op de been te brengen, daarvoor had Urbanus vooraanstaande wereldlijke leiders nodig.

## Organisatorische voorbereidingen Eerste Kruistocht

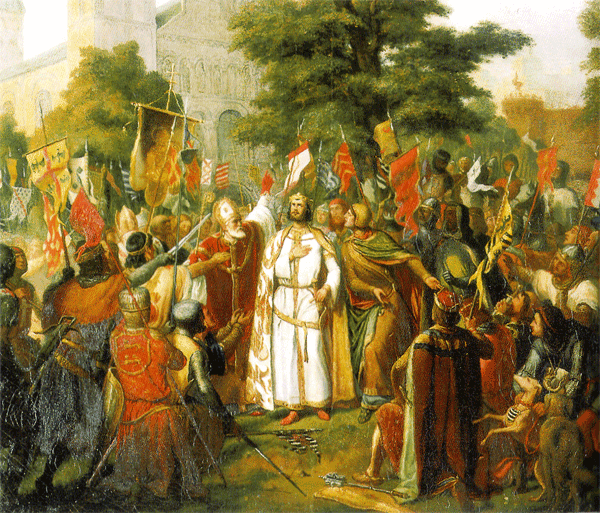
Raymond IV van Toulouse zweert bij Adhemar van Monteil om Jeruzalem te bevrijden

Wereldlijke machthebbers waren belangrijk omdat zij via het leenstelsel beschikten over in oorlogsvoering geoefende en goed bewapende ridders. De aanwezigen tijdens het concilie bestonden uit gewone mannen en kerkelijke ambtenaren die geen ervaring hadden. Ook waren er regels en voorschriften nodig voor de kruistocht en financiële middelen. De gebruikelijke manier om oorlogen te financieren was het leegroven van veroverde gebieden. Ondertussen had paus Urbanus zijn bisschoppen bijeengeroepen om de militaire operatie verder te bespreken, te plannen en naar manieren te zoeken om soldaten te ronselen. Er werd besloten dat iedereen die met vrome bedoelingen meeging met de kruistocht, vrijgesteld werd van straffen die betrekking hadden op recente zonden volgens de katholieke leer (aflaat). Ook werd er beslist dat eenieder die meeging, zijn eigendommen door de lokale bisschop zou laten beheren, zodat er tijdens zijn afwezigheid niets mee kon gebeuren. Ook moest iedereen die meedeed een kruis op de schouder van zijn bovenkleed bevestigen. Kerkelijke ambtenaren zoals bisschoppen en monniken mochten alleen meegaan met de toestemming van hun kerkelijke leiders, zwakken en ouderen werden overigens ontmoedigd om mee te gaan.
Als datum van verzameling in Constantinopel, hoofdstad van het Byzantijnse rijk, werd 15 augustus 1096 gekozen, het katholieke feest van Maria-Tenhemelopneming. Op die datum zouden de eerste oogsten binnen zijn die als voorraden voor onderweg konden worden meegenomen.
Na het opstellen van de basisregels, besloot paus Urbanus dat er een leider moest worden aangesteld. Deze moest naast zijn leiderschapstaak ook uitbeelden dat de militaire expeditie onder zeggenschap van de kerk stond. De keuze voor Adhemar, bisschop van Le Puy, had drie redenen.
1. De eerste reden was dat hij religieus leider binnen de katholieke Kerk was en zo het zeggenschap van deze Kerk symboliseerde,
2. de tweede reden: dat hij tijdens het concilie van Clermont als eerste reageerde op de oproep van de paus
3. en als laatste en waarschijnlijk belangrijkste reden: Adhemar was een goede prediker, een tactvolle diplomaat en over het algemeen een goedmoedige man, die door iedereen zou worden gerespecteerd. Adhemar kon mensen overtuigen in plaats van te bevelen. Zijn invloed werd gebruikt om passie aan te wakkeren en de goede bedoelingen van de expeditie aan te tonen. Zijn invloed bleek niet altijd sterk genoeg om de wereldlijke machthebbers onder zijn commando ook daadwerkelijk onder controle te houden.

De eerste van de wereldlijke machthebbers die zich aanmeldde voor de Kruistocht was graaf Raymond IV van Toulouse; op 2 december 1095 stelden boodschappers van de graaf de paus hiervan in Clermont op de hoogte. De gebruikte bron suggereert dat dit uit voorbedachten rade was en dat Raymond al eerder dan de toespraak in Clermont van de kruistochtplannen op de hoogte was. Dit is aannemelijk vanwege het feit dat Raymond nooit van de toespraak van de paus had kunnen horen, op de plaats waar hij was, zo kort na de aankondiging. Als eerste wereldlijke machthebber die zich had aangemeld, verwachtte Raymond het seculiere leiderschap over de Kruistocht, hij wilde de Mozes zijn tegenover Adhemar als een Aäron, naar het beroemde Bijbelgedeelte Exodus over de Uittocht uit Egypte. Hoewel Urbanus dit afkeurde heeft hij dit idee nooit echt laten varen, wel heeft hij zijn medewerking verleend aan Adhemar.
Na 2 december reisde paus Urbanus naar verscheidene aan Cluny gelieerde kloosters om daar voor de kruistochten te werven en verbleef met Kerstmis in Limoges, waar hij hetzelfde deed. Tot mei predikte hij de kruistocht onder andere in Tours, Aquitanië en Saintes. In mei verbleef Urbanus in Toulouse om daar de kruistocht te bespreken met zijn gastheer, graaf Raymond, en brieven te versturen naar kerkelijke leiders met informatie over de beslissingen gemaakt tijdens het Synode van Clermont, dus ook over de kruistochten. Ook schreef hij aan de gelovigen in het Graafschap Vlaanderen om hen op te roepen tot deelname aan de kruistocht. Hij ontving bericht over deelname van Hugo I van Vermandois en dat Raymond, om zijn goede intenties te tonen, een deel van zijn bezit overdroeg aan het klooster van Saint-Gilles.
Ook, waarschijnlijk op aanraden van Raymond, riep hij de hulp in van de Genuezen omdat zij met hun maritieme macht de aanvoer van voorraden in stand konden houden. De republiek Genua stemde ermee in om twaalf galeien en een transportvaartuig ter beschikking te stellen, maar wachtte wel af tot ze er zeker van waren, dat de kruistocht een serieuze onderneming was. De vloot werd daarom pas 1097 ingescheept. In de tussentijd namen wel veel inwoners van Genua het katholieke geloof aan en gingen mee op kruistocht. Tegen de tijd dat paus Urbanus in Italië terugkeerde, 1096, was hij verzekerd van het succes van zijn plannen. Zijn preken en oproepen tot deelname aan de kruistocht vonden ook gehoor in verafgelegen plaatsen als Engeland en Denemarken. Velen verzamelden voor de kerk geld voor de kruistocht door bezit te verpanden en sommigen verkochten zelfs hun bezit, in de verwachting nooit meer terug te komen.
Een groot aantal vorsten en landheren gaf gehoor aan de oproep zoals Raymond IV van Toulouse, Hugo I van Vermandois, Robert II van Vlaanderen, Robert van Normandië, Stefanus II van Blois, Hugo VII van Lusignan en ook, vrij opmerkelijk, adel in dienst van de (ruzie met de paus hebbende) keizer Hendrik IV van het Heilige Roomse Rijk, zoals Godfried van Bouillon met zijn broers Eustaas en Boudewijn. Ook in Italië vond de paus gewillige adel, onder andere de Normandische prins van Tarente, Bohemund samen met zijn neef Tancred, die na de verovering op Byzantium van Bari niet veel mogelijkheden tot expansie had in Italië. Hij was een vijand van Byzantium en zag zijn kansen in het Beloofde Land liggen.

## Tocht naar Jeruzalem

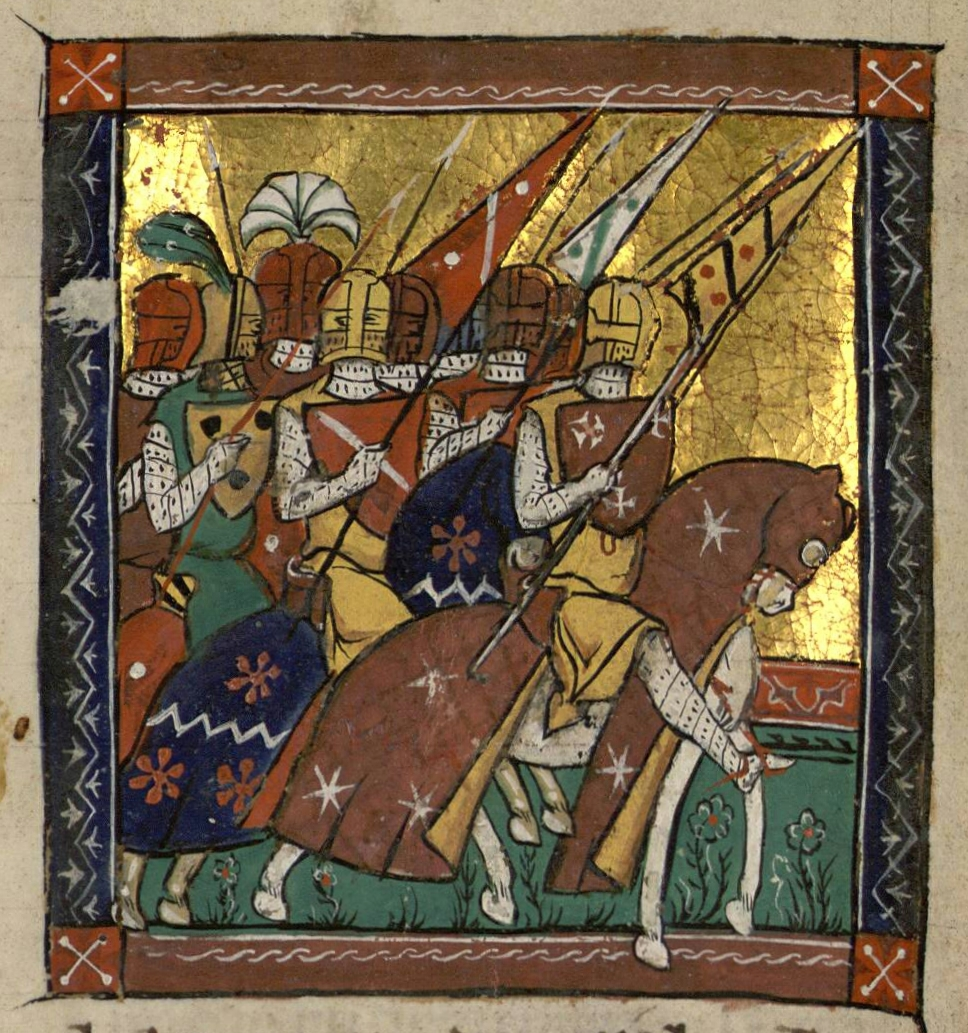
Godfried van Bouillon leidt het leger

### Volkskruistocht
In 1096, nog voor de eigenlijke ridderlegers van de eerste kruistocht op weg gingen, waren er reeds verschillende groepen vertrokken in de zogenaamde Volkskruistocht. De belangrijkste groepen stonden onder leiding van Peter de Kluizenaar en ridder Walter Sans-Avoir.

#### Moordpartijen op Joodse gelovigen in Duitsland
In Duitsland viel in mei en juni 1096 een leger van de Volkskruistocht mensen met het Joodse geloof aan en vermoorden naar schatting 2.000 - 2.800 burgers van Keulen, Worms, Speyer en Mainz, sommige schattingen spreken over 5.000 of 10.000 vermoorde mensen. Alle bezittingen werden geconfisqueerd. Deze moordaanslagen zijn in het Jodendom bekend als Gzerot Tatnó (Hebreeuws: גזרות תתנ"ו, Edicten van 4856). Deze groep van in totaal ongeveer 10.000 man werd aangevoerd door hertog Emicho von Leiningen die de mensen hiertoe doelgericht aanzette.

#### Plunderingen en nederlaag
Het volksleger trok al plunderend over de Balkan omdat de legerleiding geen voeding verzorgde en Alexius wilde er zo snel mogelijk vanaf. De twee overblijvende groepen kwamen samen in Constantinopel, waar ze werden overgezet naar Klein-Azië. Het leger van de volkskruistocht werd op 21 oktober 1096 verslagen bij Civitot (het huidige Hersek Burnu) door de Seltsjoekse sultan Kilij Arslan I.

### Ridderlegers
In het voorjaar van 1097 kwam het goed bewapende ridderleger aan in Constantinopel. De Byzantijnse keizer trachtte hen ertoe te bewegen een eed van trouw aan hem af te leggen als leenheer in ruil voor gebruiksrechten aan al het land dat ze zouden veroveren. Een aantal van hen gaf daaraan gevolg, maar de Normandische vorsten van Zuid-Italië die al jaren met Byzantium overhoop lagen, hadden dit voorzien en reisden zonder Constantinopel aan te doen naar de Levant. Het ridderleger in Constantinopel begon met de belegering van Nicea, de hoofdstad van het gebied dat Kilij Arslan I had veroverd. Tijdens deze aanval bevond Kilij Arslan I zich met een leger bij Malatya (Byzantijnse naam: Maldiya), bezig met het veroveren van deze stad. Aanvankelijk onderschatte hij het gevaar in Nicea en zette het beleg voort. Hij dacht dat het om het ongeorganiseerde slecht bewapende armenleger ging. Toen hij hoorde dat een ridderleger aangekomen was en hij zijn hoofdstad aan het verliezen was, was hij gedwongen terug te keren. Kilij Arslan moest het opnemen tegen een overmacht van soldaten onder leiding van Godfried van Bouillon terwijl zijn eigen leger maar zeventigduizend soldaten telde. Nicea viel en de kruisvaarders droegen het grondgebied volgens afspraak over aan de Byzantijnse keizer.
Kilij Arslan ging daarna over op een guerrillastrategie om het kruisvaardersleger in Anatolië uit te dunnen door middel van de strategie van toeslaan en terugtrekken. De Turkse soldaten begonnen met hun plotselinge aanvallen, in de meest onverwachte plaatsen en op de meest onverwachte tijden. Deze confrontaties zouden op een hoogtepunt komen tijdens de Slag bij Dorylaeum.
Toen het leger van de Kruistocht aangekomen was in het Antiochië (het huidige district Antakya), telde het nog 100.000 man. Er ontstond onenigheid en het leger werd in drieën opgesplitst: twee daarvan veroverden de stad en vestigden er een vorstendom (zie Beleg van Antiochië). Tot slot waren er nog maar veertigduizend soldaten die doorgingen naar Jeruzalem.

#### Massamoord op moslim- en joods gelovigen
Zij veroverden Jeruzalem op 15 juli 1099 (zie Beleg van Jeruzalem) en stichtten er een koninkrijk dat standhield van 1099 tot 1187. De inname van Jeruzalem was een van de grootste slachtingen uit de middeleeuwse geschiedenis. Hier werden moslimgelovigen en joodse gelovigen vermoord of gevangen genomen en als slaven verkocht, moskeeën en synagogen geplunderd en afgebrand. Dit bloedvergieten was in de ogen van de overwinnaars een geheiligde, ofwel gerechtvaardigde daad in een Heilige Oorlog die God wilde (Deus io vult! was hun strijdkreet). De onthoofding van onschuldige burgers werd beschouwd als boetedoening van de tegenstander.
Keizer Alexius had nauwelijks reden om tevreden te zijn. Het Seltsjoekse Rijk bestond nog, was niet verslagen, al was het wel behoorlijk verzwakt. Bovendien kreeg Byzantium nu te maken met de nieuw ontstane kruisvaardersstaten. Het was maar de vraag of zij vriend of vijand waren.

## Mogelijke verklaringen voor het succes
Het politieke en militaire succes van de Eerste Kruistocht werd nogal eens verklaard door de verdeeldheid in de islamitische wereld. Verklaringen moeten echter ook aan de andere kant worden gezocht. Naast het motief van waarachtige vroomheid en ijver om de christelijke broeder in verre streken te bevrijden, waren er ook economische motieven zoals bevolkingsdruk, landloosheid, het gegeven dat jongere zonen en alle dochters van de adel geen grond, of de gebruiksrechten daarop erfden. Preken waarin werd gezegd dat er ver weg een land van melk en honing was, waar mensen in vrijheid konden leven, waren voor veel horigen en slaven reden om uit hun arme bestaan weg te komen. Sommigen gingen mee uit louter eigenbaat en anderen uit een vorm van godsdienstwaanzin. De drijfveren van de meesten waren meervoudig. Volgens de regels der krijgskunst was de missie gedoemd te mislukken, omdat de soldaten verschillende talen spraken en werden aangevoerd door een raad van edelen. De factor die tot nu toe onderbelicht bleef bij de verklaring van het succes is brandende motivatie, aldus wetenschapper Thomas Asbridge. De Pruisische Generaal Carl von Clausewitz ziet omstreeks 1830 als bijdrage aan het militaire succes, het precies omschreven en haalbare einddoel, namelijk de verovering van de Heilige Stad Jeruzalem.

## Politieke betekenis van de Eerste Kruistocht
Deze kruistocht betekende een keerpunt in de relatie tussen christenen en moslims. Toch hebben volgens Thomas Asbridge deze kruistochten de relatie niet zo voortdurend belast als vaak wordt aangenomen. Hij stelt dat de kruistochten als historische episode de afgelopen eeuw voor propagandadoelen zijn gebruikt. De realiteit is dat er geen continuïteit bestaat tussen de late 11e eeuw en nu. Het vuur van de haat bleef niet al die eeuwen branden. In de 12e eeuw gebruikte de Koerdische generaal Saladin de Eerste Kruistocht als motief voor een oorlog tegen de christenen. In de lange Ottomaanse periode die volgde, hadden de kruistochten voor de moslims afgedaan, ze hadden gewonnen, klaar. Westerse historici stelden in het begin van de 20e eeuw de stichting van kruisvaardersstaten voor als precedent van het westerse mandaat in het Midden-Oosten. In die sfeer van triomfalisme zette deze wetenschappers de kruistochten weer in de schijnwerper.

## Vanuit islamitisch perspectief

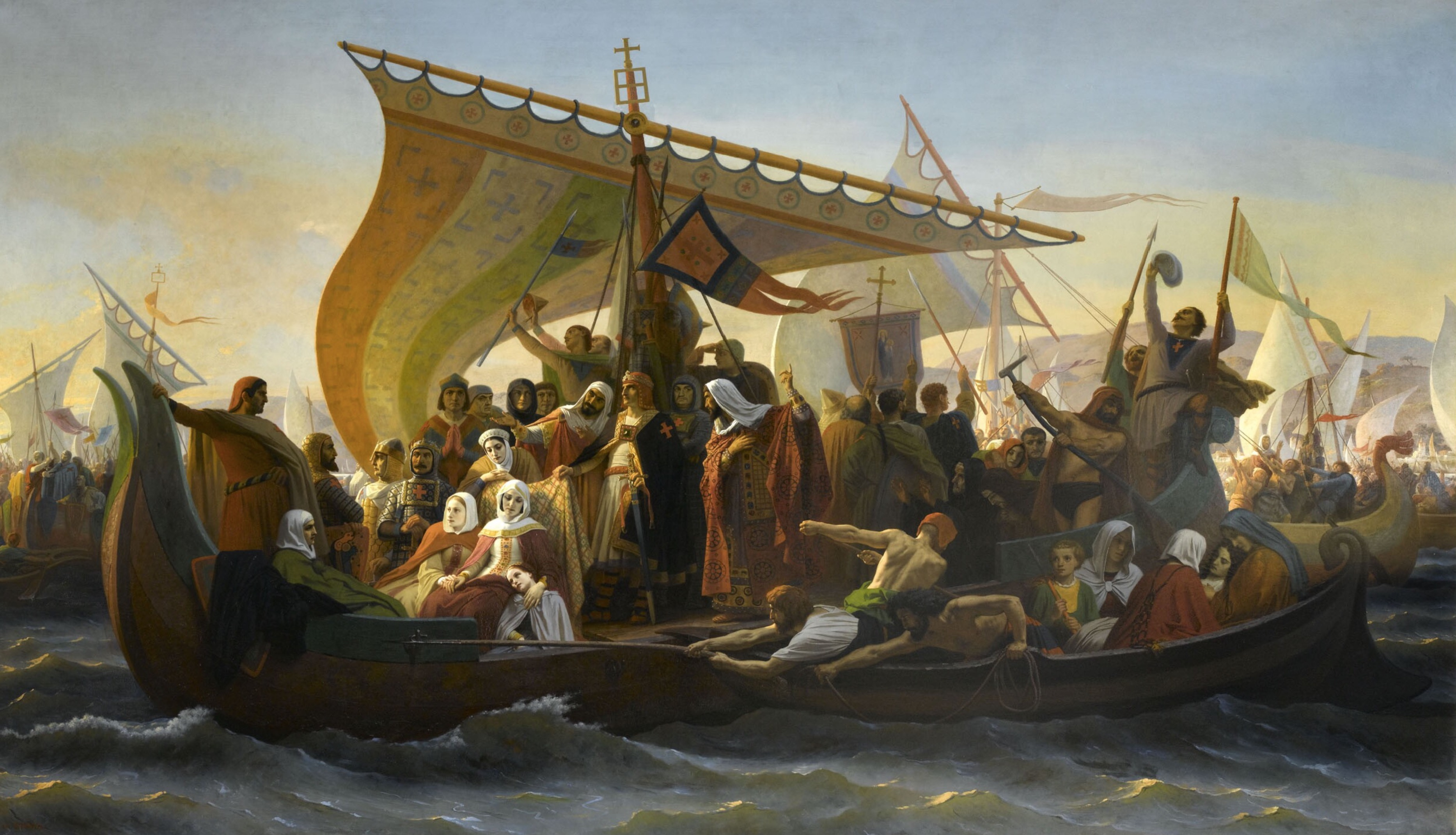
De kruisvaarders steken de Bosporus over

De islam breidde zich sterk uit na de dood van de profeet Mohammed in het jaar 632. De macht balanceerde in de grensgebieden tussen de moslims en de christenen, waarin de moslims de overhand hadden door hun economische bloei en grote kennis. Zo hebben de moslims de kennis over het getal nul uit India hierheen gebracht, kenden ze de vervaardiging van papier en boeken uit China en zijn er veel Griekse geschriften -die in West-Europa verloren zijn gegaan- bewaard door de Arabieren. Er werd een Perzisch-Islamitische staat gesticht rond het jaar 750: het kalifaat van de Abbasiden. De moslims werden gesteund door de Seltsjoeken, een Turkse stam uit Centraal-Azië. In de 10e eeuw bekeerden de Seltsjoeken zich tot het soennisme en uiteindelijk zouden ze het grootste gedeelte van het Midden-Oosten overheersen. Als soennieten kwamen ze ook in aanvaring met het in Egypte gevestigde kalifaat van de Fatimiden dat het sjiisme als staatsgodsdienst had.
Er was een religieuze strijd aan de gang tussen de ismaïli-sjiieten en de soennieten die werd uitgevochten in Syrië en Palestina. Dat gebied was voornamelijk soennitisch, maar er woonden ook groepen Fatimiden en - in mindere mate - christenen en joden. De Seltsjoeken en Fatimiden waren sterk verdeeld wat hen uiteindelijk zou beletten om gezamenlijk op te treden tegen de Franken.
Daarnaast werd de periode 1092-1094 gekenmerkt door politieke onrust door het overlijden van enkele leiders als de Seltsjoekse sultan Malik Sjah I en de Fatimidische kalief Al-Mustansir Billah. Dat zorgde voor een sterke verdeeldheid in beide kampen, waardoor er allemaal kleine rijkjes ontstonden en het centrale gezag van het kalifaat minimaal was. Verder werd de Reconquista in Spanje steeds heviger en veroverden de Normandiërs het Emiraat Sicilië. Daarnaast waren de Byzantijnen succesvol Noord-Syrië binnengevallen en hadden daar enkele steden ingenomen.
Vlak na deze gebeurtenissen riep de Byzantijnse keizer Alexios I Komnenos het Westen via paus Urbanus II op om het Byzantijnse Rijk te helpen. Een van de redenen was de weigering om christelijke pelgrims tot Jeruzalem en de Heilig Grafkerk toe te laten. De Heilige Grafkerk was al eerder vernietigd door de Fatimiden en herbouwd. Al deze factoren leidden tot de Eerste Kruistocht.
Bij de oversteek van de Bosporus bij Constantinopel kregen de kruisvaarders te maken met de nomadische Seltsjoeken die daar woonden. Deze boden verzet, maar waren niet in staat het kruisvaardersleger te stoppen. Palestina, inclusief Jeruzalem, werd de jaren daarop onderworpen aan de Kruisvaarders die er verschillende nieuwe staten stichtten.
In de eerste tien jaar na de verovering was er geen sprake van samenwerking tussen sjiieten en soennieten. De situatie bleef zo goed als hetzelfde, ondanks een aantal heroveringspogingen. De christenen kregen de kans zich permanent te vestigen in Syrië en Palestina.

## Diversen & Trivia
- De Eerste Kruistocht is het onderwerp van diverse opera's, zoals Verdi's I Lombardi alla prima crociata.
- De kruistochten is een van de meest bestudeerde onderwerpen onder historici.
- Het begrip kruistocht werd niet gebruikt in de periode dat deze plaatsvonden, de paus noemde het bewapende pelgrimstocht. Het begrip kruistocht verspreidde zich pas in de 18e eeuw.[21]
- De begrippen moslim en islam werden niet gebruikt in de periode dat de kruistochten plaatsvonden.[21]
- Nederlandse deelname aan de Eerste Kruistocht is bekend. Van ondere ander de uit Tulder, nabij Esbeek, afkomstige Ridder "Heer Reinerus ("Reinout") van Thulden alias van Tulder alias van Beeck alias van Beek" (als achternaam ook wel bekend onder ''Beek ou Beka'') is bekend dat deze deelnam aan de Eerste Kruistocht van 1096-1099 n. Chr., overleefde en nog nageslacht had.[22] Dit in het grote succesvolle leger van Godfried van Bouillon, als Vlaams-Nederlandse edele onder leiding van Robrecht II van Vlaanderen.